# Eupeodes harbinensis
Eupeodes harbinensis är en tvåvingeart som beskrevs av He 1992. Eupeodes harbinensis ingår i släktet fältblomflugor, och familjen blomflugor. Inga underarter finns listade i Catalogue of Life.